# Eduard Sochor von Friedrichsthal
Eduard Sochor von Friedrichsthal (10. června 1833 Diváky – 28. května 1916 Baden) byl rakouský právník, úředník státních železnic a politik, v 2. polovině 19. století poslanec Říšské rady.

## Biografie
Byl německé národnosti. Vychodil gymnázium v Brně a pak absolvoval práva na Vídeňské univerzitě. Až do své promoce pak působil jako prefekt na škole Theresianum. Roku 1859 nastoupil jako koncipient do advokátní kanceláře bývalého vídeňského starosty Andrease Zelinky. Kromě toho byl od roku 1862 do roku 1867 právním poradcem na Severní dráze císaře Ferdinanda. Roku 1867 nastoupil na post generálního tajemníka a ústředního ředitele České západní dráhy. Od roku 1874 zastával funkci generálního ředitele Haličské dráhy Karla Ludvíka. Funkci ředitele Haličské dráhy Karla Ludvíka zastával do roku 1891.
Byl aktivní i politicky. Působil jako poslanec Říšské rady (celostátního parlamentu Předlitavska), kde usedl ve volbách roku 1879 za kurii měst v Haliči, obvod Brody, Zoločiv atd. Mandát obhájil ve volbách roku 1885. Ve volebním období 1879–1885 se uvádí jako rytíř Dr. Eduard Sochor von Friedrichsthal, c. k. dvorní rada a generální ředitel Haličské dráhy Karla Ludvíka, bytem Vídeň.
Národní listy ho po volbách v roce 1879 řadily mezi vládní poslance. List Das Vaterland dodával, že se ale asi připojí k ústavověrným poslancům. V Říšské radě nakonec zůstal nezařazeným poslancem. Zaměřoval se na otázky železniční a živnostenské. Po volbách do Říšské rady roku 1885 se uvádí jako člen Coroniniho klubu, oficiálně nazývaného Klub liberálního středu, který byl orientován vstřícněji k vládě Eduarda Taaffeho. V roce 1890 se uvádí jako poslanec bez klubové příslušnosti.
Od roku 1891 až do své smrti roku 1916 byl členem Panské sněmovny (nevolená horní komora Říšské rady). V Panské sněmovny se připojil ke Straně středu.
Roku 1872 získal Řád železné koruny, roku 1878 Řád Františka Josefa. Roku 1874 byl povýšen na rytíře, roku 1886 na svobodného pána. Od roku 1877 měl titul dvorního rady. Byl dvakrát ženatý a měl pět dětí.
Zemřel v květnu 1916.